# Braude (cràter)
Braude és un cràter d'impacte situat a la cara oculta de la Lluna. L'element principal més proper és el cràter Schrödinger. També és a prop de Wiechert, localitzat a menys de 170 km del pol sud lunar.

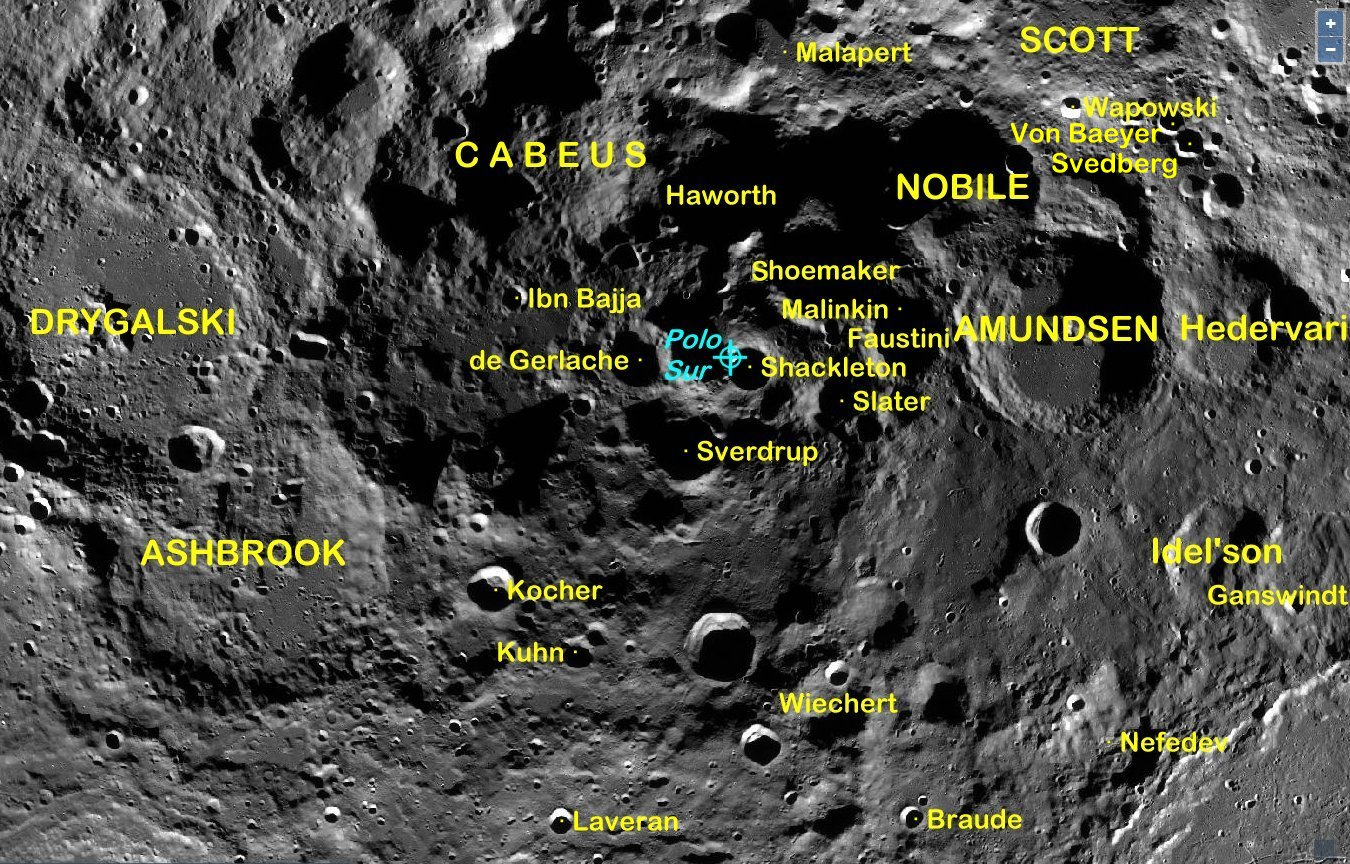
Localització de Braude (centre de la meitat dreta de la vora inferior de la imatge)

El cràter té forma de copa, sense mostres apreciables de desgast. L'altura de la vora sobre el terreny circumdant és de 420 m. El seu volum és d'aproximadament 60 km³.
El nom del cràter va ser adoptat per la UAI el 2009, i commemora a l'astrofísic soviètic Semion Braude (1911-2003).